# ووکهارد
ووکهارد (انگلیسی: Wockhardt) شرکت داروسازی هندی است، که در سال ۱۹۶۰ تأسیس شد.